# 中国人民解放军陆军后勤训练基地
中国人民解放军陆军后勤训练基地，位于北京市，是中国人民解放军陆军后勤部直属单位。

## 沿革
2017年7月31日，中国人民解放军陆军后勤训练基地成立大会在北京召开，中国人民解放军陆军后勤部党委首长，机关官兵代表共120多人参加大会。中国人民解放军陆军后勤部部长向训练基地授予军旗，中国人民解放军后勤部政委代表部党委作主题讲话。

## 历任领导
| 司令员 - [[]]（2017年—） | 政治委员 - [[]]（2017年—） |